# Wapen van Zonhoven

Het wapen van de gemeente Zonhoven

Het wapen van Zonhoven is meermalen aan de Belgisch Limburgse gemeente Zonhoven toegekend. De eerste keer was per Koninklijk Besluit op 6 februari 1822, nog ten tijde van het Verenigd Koninkrijk der Nederlanden. Het wapen werd opnieuw verleend op 29 mei 1838.

## Blazoenering
De blazoenering van het wapen luidt als volgt:
Van lazuur beladen met een zon van goud.
Het wapen is blauw van kleur met daarop een geheel gouden zon. Deze zon is een zogenaamd sprekend element. Omdat het wapen ten tijde van het Verenigd Koninkrijk der Nederlanden werd verleend, kan gesproken worden van de rijkskleuren: een blauw schild met geheel goudkleurige wapenstukken. In België wordt dit omschreven als de kleuren van Nassau.

## Geschiedenis
In de 15e eeuw zegelde de Zonhovense schepenbank met een zegel waarop een aantal dwarsbalken staan afgebeeld met daarboven Sint Quintinus. Van het zegel zijn afdrukken uit 1412 en 1449. Van het tweede zegel is bekend dat ermee gezegeld werd vanaf 1475. Het tweede zegel toont een kruis met in een schildhoek achttien blokjes staande vijf, vijf, vier en vier, dit is het wapen van Elter. Uit het voorgaande zegel is wel Sint Quintinus overgenomen, deze staat ook op het tweede zegel boven op het schild. Vanaf 1558 wordt de heilige vervangen door een helm met een helmteken, eerst was dat nog het wapen en later een uitkomende leeuw (alleen de bovenste helft is zichtbaar omdat hij uit de helm komt). In 1593 staat de leeuw naast het schild, als een schildhouder. Eind jaren 1700 werd het wapen van de familie de Villenfagne de Vogelsanck gebruikt om mee te zegelen.
Het wapen werd in 1822 verleend door koning Willem I. Omdat het meest recente zegel mogelijk vergeten was, werd een nieuw wapen toegekend. Omdat er geen kleuren bekend waren, werd het verleend in de zogenaamde rijkskleuren: een blauw schild met gouden wapenstukken. Er is gekozen voor een sprekend wapen. Ondanks voorstellen door de Vlaamse Heraldische Raad om het wapen aan te passen is het Nederlandse wapen nog altijd in gebruik.
In 2021 bleek dat de gebruikte vlaggen allemaal een zon gebruiken die niet overeen komt met de zon die op het wapendiploma uit 1838 afgebeeld staat. De burgemeester en de voorzitter van Toerisme Zonhoven besloten een verzoek in te dienen om op het wapen en de gemeentelijke vlag de zon uit 1838 afgebeeld te krijgen. Het duurde tot 3 juni 2022 voordat de gemeentelijke vlag officieel werd aangepast met de juiste zon uit het gemeentewapen.

## Vergelijkbaar wapen

Het wapen van Son en Breugel